# Gracemere
Gracemere – miasto w Australii, w stanie Queensland.